# Ansemburg

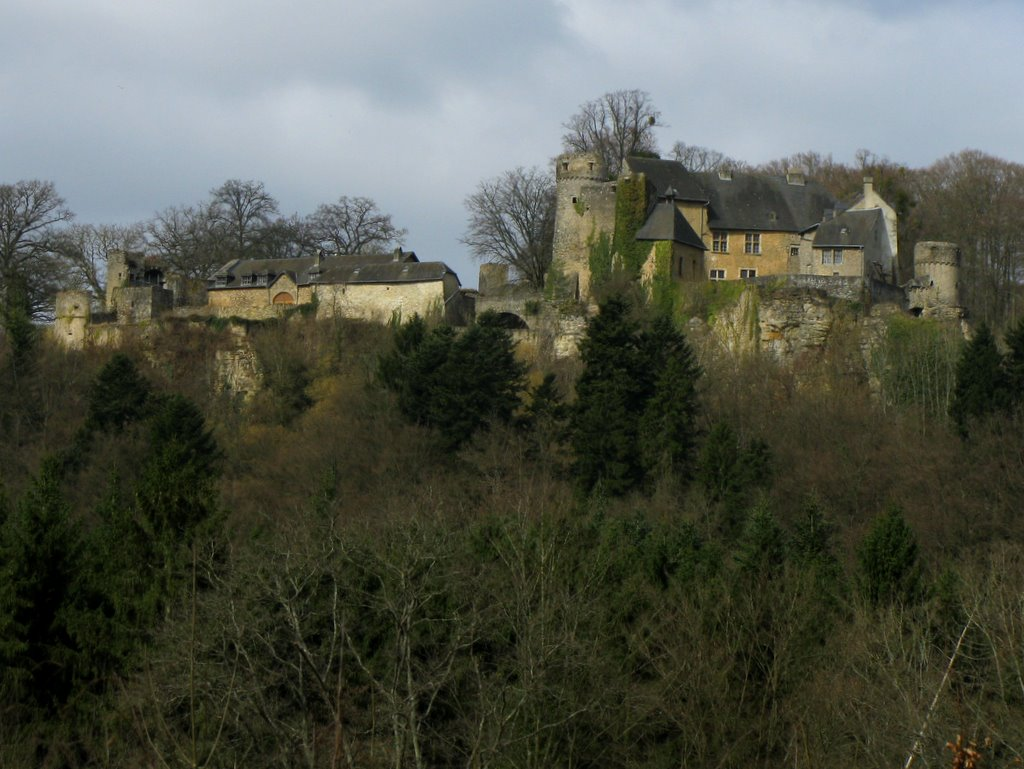
Castell antic

Ansemburg (en luxemburguès: Aansebuerg; en francès: Ansembourg; en alemany, Ansemburg) és un poble de la comuna de Tuntange, a l'oest de Luxemburg. Està a uns 11,9 km de distància de la ciutat de Luxemburg.
Ansemburg és part de la vall d'Eisch, coneguda com la Vall dels Set Castells. El poble té de dos dels set castells. El Castell Nou, situat aproximadament a un quilòmetre del Castell Vell, va ser construït per l'industrial Thomas Bidart el 1639 i és conegut pels seus acabats moderns i voltants enjardinats.